# 10 de maio
10 de maio é o 130.º dia do ano no calendário gregoriano (131.º em anos bissextos). Faltam 235 dias para acabar o ano.

## Eventos históricos

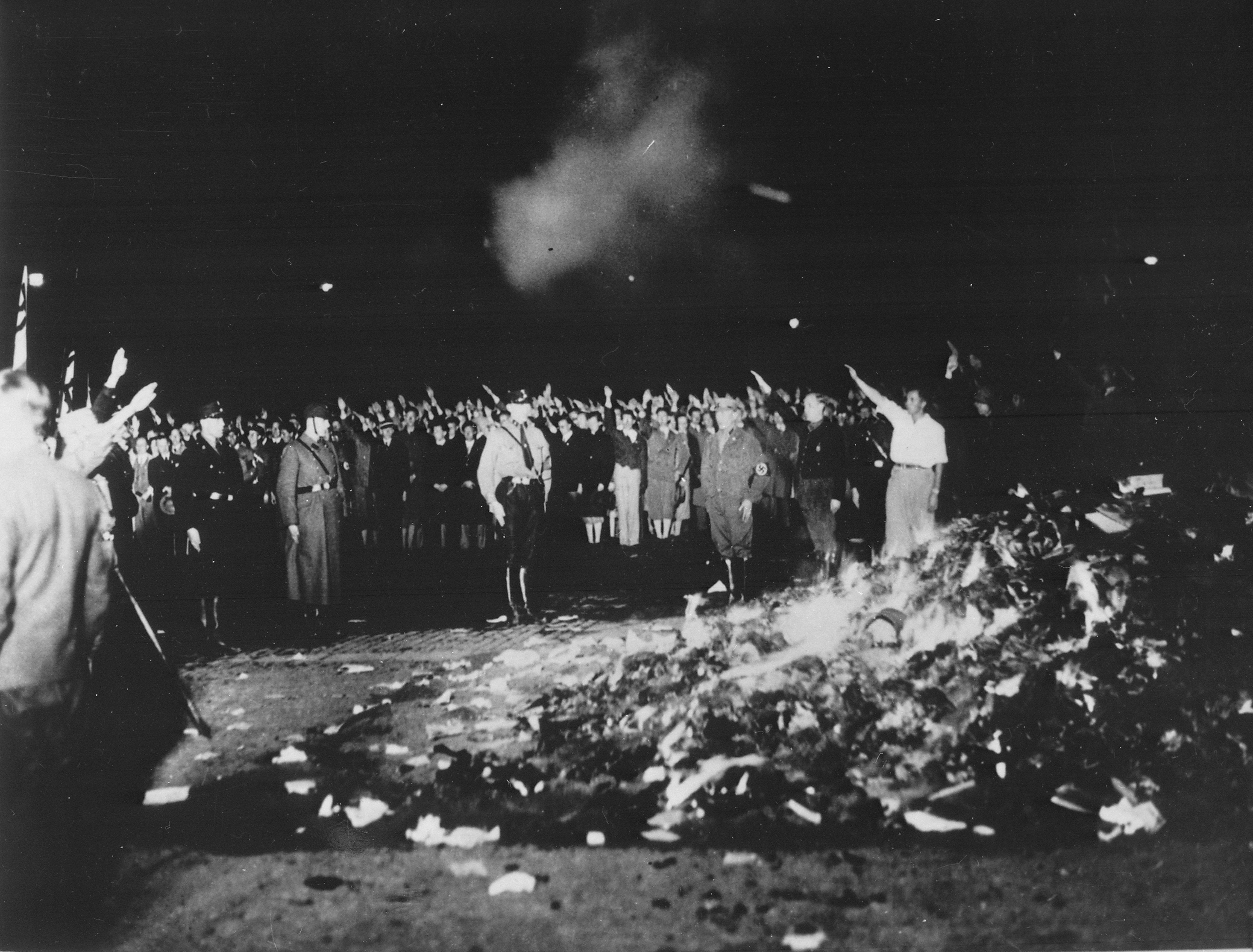
1933: Queima de livros na Opernplatz em Berlim.

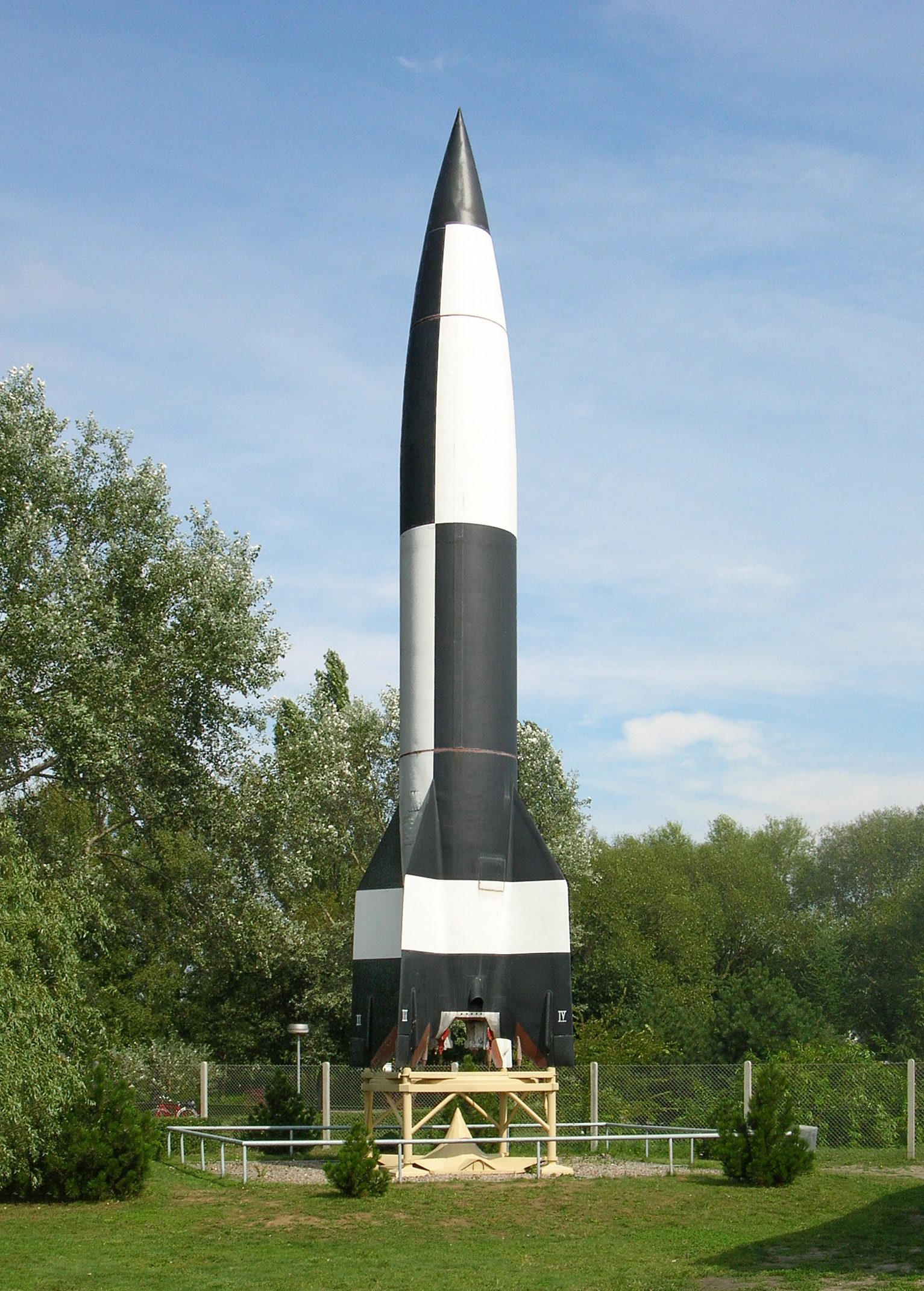
1946: Réplica de um foguete V-2.

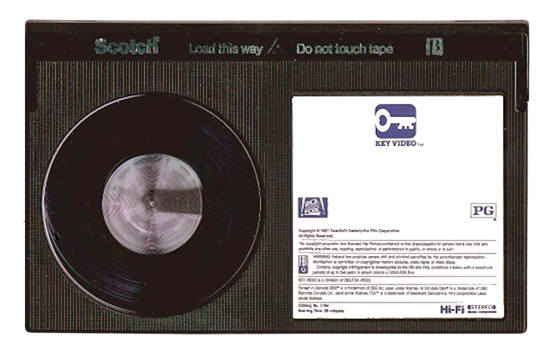
1975: Gravador de videocassete Betamax.

- 28 a.C. — Uma mancha solar é observada pelos astrônomos da dinastia Han durante o reinado do imperador Cheng de Han, uma das primeiras observações de manchas solares registradas na China.
- 1291 — Nobres escoceses reconhecem a autoridade de Eduardo I de Inglaterra no seu país enquanto  aguardavam a escolha de um novo rei.
- 1294 — Temur, Grão-cã dos mongóis, é entronizado como imperador da dinastia Yuan da China.[1]
- 1497 — Américo Vespúcio alegadamente parte de Cádis para a sua primeira viagem ao Novo Mundo.
- 1503 — Cristóvão Colombo aporta nas atuais Ilhas Cayman e as nomeia de Las Tortugas, devido a grande quantidade de tartarugas que encontrou nas ilhas.
- 1534 — Jacques Cartier chega em Terra Nova.
- 1624 — Colonização do Brasil: Invasão holandesa em Salvador, Capitania da Baía de Todos os Santos, então capital do Estado do Brasil, estado colonial do Reino de Portugal.
- 1655 — A Inglaterra, com as tropas lideradas por William Penn, anexa a Jamaica que estava sob o domínio da Espanha.
- 1768 — John Wilkes é preso por ter escrito um artigo para o jornal The North Briton, criticando severamente o Rei Jorge III. Essa ação causou manifestações em Londres.
- 1773 —  O Parlamento da Grã-Bretanha aprova a Lei do Chá, destinada a salvar a Companhia Britânica das Índias Orientais reduzindo os impostos sobre seu chá e concedendo-lhe o direito de vender chá diretamente para as províncias coloniais na América do Norte. A legislação leva à Festa do Chá de Boston, um dos atos que iriam preceder a Guerra de Independência dos Estados Unidos.
- 1774 — Luís XVI torna-se rei de França.
- 1775 — Guerra de Independência dos Estados Unidos: representantes das Treze Colônias Britânicas na América do Norte iniciam o Segundo Congresso Continental na Filadélfia.
- 1789 — Joaquim José da Silva Xavier, mais conhecido como Tiradentes é preso no Rio de Janeiro, centro administrativo do Estado do Brasil, sob a acusação de participar da Inconfidência Mineira, conspiração separatista que visava a separação da Capitania das Minas Gerais do Império Português.
- 1796 — Guerra da Primeira Coligação: Imperador Napoleão I de França obtém uma vitória contra as forças austríacas na ponte de Lodi sobre o rio Adda, na Itália. Os austríacos perdem cerca de 2 000 homens.
- 1801 — Primeira Guerra Berberesca: os piratas da Barbária de Trípoli declaram guerra aos Estados Unidos.
- 1808 — Criação da Intendência Geral de Polícia da Corte e do Estado do Brasil e da Polícia Civil do Rio de Janeiro.
- 1824 — A National Gallery, em Londres, abre ao público.
- 1837 — Pânico de 1837: os bancos da cidade de Nova Iorque suspendem os pagamentos em espécie, e o desemprego atinge níveis recordes nos Estados Unidos.
- 1849 — Astor Place Riot: tumulto irrompe no Astor Opera House em Manhattan, Nova Iorque, sobre uma disputa entre os atores Edwin Forrest e William Charles Macready. O tumulto que se originou de uma briga fútil num teatro levou a morte de pelo menos 22 pessoas e mais de 120 feridos.
- 1857 — Rebelião Indiana: começa a primeira guerra de independência na Índia. Sipais se amotinam contra os seus comandantes em Meerut.
- 1866 — Carlos de Hohenzollern-Sigmaringen é coroado príncipe dos Principados Unidos Romenos.
- 1869 — Concluída em Promontory, Utah, com a cerimônia da "Cavilha de Ouro", a Primeira Ferrovia Transcontinental ligando o leste ao oeste dos Estados Unidos.
- 1871 — Firmado o Tratado de Frankfurt entre a França e a Alemanha,  ao término da Guerra Franco-Prussiana.
- 1876 — Aberta a Exposição do Centenário na Filadélfia pelo presidente americano Ulysses S. Grant e pelo imperador brasileiro Dom Pedro II.
- 1877 — Romênia se declara independente do Império Otomano seguindo a adoção do senado da Declaração de Independência de Mihail Kogălniceanu.
- 1881 — Carlos I é coroado Rei do Reino da Romênia.
- 1904 — Fundação da Horch & Cie. Motorwagenwerke AG. Posteriormente se tornaria a empresa Audi.
- 1916 — Navegando na embarcação salva-vidas James Caird, Ernest Shackleton chega à Geórgia do Sul depois de uma jornada de 800 milhas náuticas desde a ilha Elefante.
- 1922 — Os Estados Unidos anexam o Recife Kingman.
- 1924 — J. Edgar Hoover é nomeado primeiro Diretor do Federal Bureau of Investigation (FBI) ou Departamento Federal de Investigação dos Estados Unidos, a polícia judiciária federal desta nação. Permanece no cargo até sua morte em 1972.[2]
- 1933 — Censura: na Alemanha, os nazistas realizam grandes queimas de livros em praças públicas.
- 1940
  - Segunda Guerra Mundial: a Alemanha invade a Bélgica, Países Baixos e Luxemburgo.
  - Segunda Guerra Mundial: caças alemães bombardeiam acidentalmente a cidade alemã de Freiburg.[3]
  - Segunda Guerra Mundial: Winston Churchill é nomeado Primeiro-ministro do Reino Unido após a renúncia de Neville Chamberlain.
- 1941
  - Segunda Guerra Mundial: a Câmara dos Comuns em Londres é danificada pela Luftwaffe em um ataque aéreo.[4]
  - Segunda Guerra Mundial: Rudolf Hess salta de paraquedas na Escócia para tentar negociar um acordo de paz entre o Reino Unido e a Alemanha nazista.[5]
- 1942 — Segunda Guerra Mundial: o Exército Tailandês Phayap invade os Estados xãs durante a Campanha da Birmânia.[6]
- 1946 — Primeiro lançamento bem sucedido de um foguete americano V-2 no Campo de Teste de Mísseis de White Sands.
- 1961 — O voo 406 da Air France é destruído por uma bomba sobre o Saara, matando 78 pessoas.[7]
- 1962 — Os cartunistas estadunidenses Stan Lee e Jack Kirby criam o personagem Hulk, que surge pela primeira vez para o público na primeira edição da revista O Incrível Hulk, publicada pela Marvel Comics.
- 1969 — Guerra do Vietnã: início da Batalha de Hamburger Hill com o assalto à colina 937.
- 1973 — Fundação da Frente Polisário no Saara Ocidental.
- 1975 — Sony apresenta o gravador de videocassete Betamax no Japão.
- 1993 — Na Tailândia, um incêndio na Fábrica de Brinquedos Kader mata mais de 200 trabalhadores.[8]
- 1994 — Nelson Mandela é empossado como o primeiro presidente negro da África do Sul.[9]
- 1997 — Sismo de Qayen, de 7,3 Mw, atinge a província de Coração no Irã, matando 1 567 pessoas, ferindo mais de 2 300, deixando 50 mil desabrigadas e danificando ou destruindo mais de 15 mil casas.
- 1999 — A Rede Manchete muda de nome (passa a se chamar TV!) e encerra suas atividades. Posteriormente a TV!, que herdou os antigos estúdios da antiga Rede Manchete, seria renomeada como RedeTV!.
- 2005 — Uma granada de mão lançada por Vladimir Arutyunian cai a cerca de 20 m do presidente dos Estados Unidos, George W. Bush, enquanto ele discursava para uma multidão em Tbilisi, na Geórgia, mas não detona.[10]
- 2012 — Os atentados de Damasco são realizados com um par de carros-bomba detonados por homens-bomba do lado de fora de um complexo de inteligência militar em Damasco, na Síria, matando 55 pessoas.[11]
- 2013
  - Ex-presidente Efraín Ríos Montt é condenado por genocídio e crimes contra a humanidade durante a Guerra Civil da Guatemala.
  - One World Trade Center se torna o edifício mais alto do hemisfério ocidental.
- 2017 — Guerra Civil Síria: as Forças Democráticas da Síria (SDF) capturam os últimos pontos de apoio do Estado Islâmico do Iraque e do Levante (ISIL) em Al-Tabqah, encerrando a Batalha de Tabqa.[12]
- 2018 — Mahathir bin Mohamad tornou-se primeiro-ministro da Malásia pela segunda vez após as eleições de 2018.[13]
- 2022 — A rainha Isabel II do Reino Unido não comparece a abertura do parlamento britânico pela primeira vez em 59 anos. Seu filho, Carlos III do Reino Unido, e seu neto, Guilherme de Gales, fazem a abertura em seu lugar.[14]

## Nascimentos

### Anterior ao século XIX
- 0213 — Cláudio Gótico, imperador romano (m. 270).
- 0874 — Meng Zhixiang, general e imperador chinês (m. 934)
- 0955 — Al-Aziz Billah, califa fatímida (m. 996)
- 1265 — Fushimi, Imperador do Japão (m. 1317).
- 1491 — Susana de Bourbon (m. 1521).
- 1521 — João Ernesto, Duque de Saxe-Coburgo (m. 1553).
- 1727 — Anne Robert Jacques Turgot, economista francês (m. 1781).
- 1731 — Victor Louis, arquiteto francês (m. 1800).
- 1746 — Gaspard Monge, matemático francês (m. 1818).
- 1748 — Louis Pierre Vieillot, naturalista francês (m. 1830).
- 1752 — Amália de Zweibrücken-Birkenfeld (m. 1828).
- 1760
  - Claude Joseph Rouget de Lisle, compositor e oficial francês (m. 1836).
  - Johann Peter Hebel, poeta e escritor alemão (m. 1826).
- 1788
  - Catarina Pavlovna da Rússia (m. 1819).
  - Augustin-Jean Fresnel, físico e engenheiro francês (m. 1827).

### Século XIX
- 1805 — Alexander Karl Heinrich Braun, botânico alemão (m. 1877).
- 1808 — Manuel Luís Osório, militar e político brasileiro (m. 1879).
- 1823 — John Sherman, político, engenheiro e jurista estadunidense (m. 1900).
- 1830 — François-Marie Raoult, químico e físico francês (m. 1901).
- 1838 — John Wilkes Booth, ator estadunidense (m. 1865).
- 1857 — Aadel Lampe, sufragista, política e professora norueguesa (m. 1944).
- 1867 — Josef Felix Pompeckj, paleontólogo e geólogo alemão (m. 1980).
- 1873
  - Marcel Mauss, antropólogo e sociólogo francês (m. 1950).
  - Carl Eldh, escultor sueco (m. 1954).
- 1882 — Luis Subercaseaux, atleta e diplomata chileno (m. 1973).
- 1884 — Fernando da Baviera (m. 1958).
- 1885 — Fritz Von Unruh, poeta e dramaturgo alemão (m. 1970).
- 1886
  - Olaf Stapledon, escritor e filósofo britânico (m. 1950).
  - Karl Barth, teólogo suíço (m. 1968).
- 1888 — Max Steiner, compositor austríaco (m. 1971).
- 1890 — Alfred Jodl, general alemão (m. 1946).
- 1891 — Anton Dostler, general alemão (m. 1945).
- 1899
  - Fred Astaire, dançarino e ator estadunidense (m. 1987).
  - Artur Paredes, compositor e músico português (m. 1980).

### Século XX

#### 1901–1950
- 1902 — David O. Selznick, produtor cinematográfico estadunidense (m. 1965).
- 1903 — Hans Jonas, filósofo alemão (m. 1993).
- 1906 — António Ferreira Gomes, religioso português (m. 1989).
- 1907 — Daan van Dijk, ciclista neerlandês (m. 1986).
- 1910 — Bernard Voorhoof, futebolista belga (m. 1974).
- 1912
  - Mary Anne MacLeod Trump, socialite escocesa-americana (m. 2000).
  - Euryclides de Jesus Zerbini, médico brasileiro (m. 1993).
- 1913 — João Villaret, ator, encenador e declamador português (m. 1961).
- 1914 — Karl Schmid, artista suíço (m. 1998).
- 1915
  - Salah Abu Seif, cineasta egípcio (m. 1996).
  - Denis Thatcher, empresário britânico (m. 2003).
- 1916 — Milton Babbitt, compositor norte-americano (m. 2011).
- 1918 — Peter Poreku Dery, arcebispo ganês (m. 2008).
- 1919 — Daniel Bell, sociólogo norte-americano (m. 2011).
- 1920
  - Bert Weedon, guitarrista estadunidense (m. 2012).
  - Eric Sturgess, tenista sul-africano (m. 2004).
- 1923 — Heydar Aliyev, político azeri (m. 2003).
- 1925
  - Néstor Rossi, futebolista e treinador de futebol argentino (m. 2007).
  - Hasse Jeppson, futebolista sueco (m. 2013).
  - Ilie Verdeţ, político romeno (m. 2001).
- 1926 — Hugo Banzer, militar e político boliviano (m. 2002).
- 1928
  - John Forbes-Robertson, ator britânico (m. 2008).
  - Arnold Rüütel, político estoniano (m. 2024).
- 1931 — Ettore Scola, cineasta italiano (m. 2016).
- 1933 — Françoise Fabian, atriz francesa.
- 1934 — Dmitri Nabokov, cantor de ópera e tradutor estadunidense (m. 2012).
- 1938
  - Marina Vlady, atriz e escritora francesa.
  - Manuel Santana, tenista espanhol (m. 2021).
- 1939 — Irio De Paula, músico brasileiro (m. 2017).
- 1940
  - Sven-Gunnar Larsson, ex-futebolista sueco.
  - Arthur Alexander, cantor, compositor e músico norte-americano (m. 1993).
  - Vicente Miera, ex-futebolista espanhol.
- 1941 — Hamilton Carvalhido, magistrado brasileiro (m. 2021).
- 1942 — Carl Douglas, cantor, compositor e ator jamaicano.
- 1943
  - Jair Bala, futebolista brasileiro (m. 2022).
  - Wolfgang Porsche, empresário e engenheiro alemão.
- 1944 — Marie-France Pisier, atriz francesa (m. 2011).
- 1945
  - Gary Visconti, ex-patinador artístico estadunidense.
  - Mats Wahl, escritor sueco.
- 1946
  - Donovan, cantor, compositor e ator britânico.
  - Graham Gouldman, guitarrista, cantor e compositor britânico.
  - Necula Răducanu, ex-futebolista romeno.
- 1947
  - Marion Ramsey, atriz e cantora norte-americana (m. 2021).
  - Soe Win, militar e político birmanês (m. 2007).
- 1948
  - Cláudya, cantora brasileira.
  - Meg Foster, atriz estadunidense.
- 1950 — Fernando Pereira, fotógrafo português (m. 1985).

#### 1951–2000
- 1952
  - Vanderlei Luxemburgo, treinador de futebol brasileiro.
  - Kikki Danielsson, cantora sueca.
- 1953 — Tito Santana, ex-lutador estadunidense.
- 1954
  - Mike Hagerty, ator norte-americano (m. 2022).
  - Nuno Lobo Antunes, médico e escritor português.
- 1955 — Mark Chapman, criminoso estadunidense.
- 1956
  - Bikenibeu Paeniu, político tuvaluano.
  - Paige O'Hara, atriz, cantora e pintora estadunidense.
- 1957
  - Fausto Fawcett, autor teatral, cantor, compositor e letrista brasileiro.
  - Sid Vicious, músico britânico (m. 1979).
  - Fathi Hassan, pintor egípcio.
  - Alex Jennings, ator britânico.
- 1958
  - Geraldo Magela, humorista brasileiro.
  - Paulo Afonso Evangelista Vieira, político brasileiro.
  - Rick Santorum, advogado e político estadunidense.
- 1960
  - Bono, cantor e músico irlandês.
  - Fortunatus Nwachukwu, arcebispo e diplomata nigeriano.
  - Dean Heller, político estadunidense.
- 1961
  - Luíza Tomé, atriz brasileira.
  - Johanna ter Steege, atriz neerlandesa.
- 1962 — José Youshimatz, ex-ciclista mexicano.
- 1963 — Ziad Al-Tlemçani, ex-futebolista tunisiano.
- 1964 — Emmanuelle Devos, atriz francesa.
- 1965
  - Linda Evangelista, modelo canadense.
  - Etsuko Handa, ex-futebolista japonesa.
- 1966
  - Jonathan Edwards, ex-atleta britânico.
  - Jason Brooks, ator norte-americano.
- 1967 — Nobuhiro Takeda, ex-futebolista japonês.
- 1968 — Erik Palladino, ator estadunidense.
- 1969
  - Bob Sinclar, DJ e produtor musical francês.
  - Javier Margas, ex-futebolista chileno.
  - Dennis Bergkamp, ex-futebolista neerlandês.
  - Robgol, ex-futebolista e político brasileiro.
- 1970
  - Gina Philips, atriz estadunidense.
  - Dallas Roberts, ator estadunidense.
  - David Weir, ex-futebolista britânico.
  - Gabriela Montero, pianista venezuelana.
  - Craig Mack, rapper estadunidense (m. 2018).
- 1971
  - Monisha Kaltenborn, dirigente esportiva indo-austríaca.
  - Yassir Al-Taifi, ex-futebolista saudita.
  - Kim Jong-nam, militar e político norte-coreano (m. 2017).
- 1972
  - Christian Wörns, ex-futebolista alemão.
  - Rodrigo Ruiz, ex-futebolista e treinador de futebol chileno.
- 1973
  - Youssef Chippo, ex-futebolista marroquino.
  - Rüştü Reçber, ex-futebolista turco.
  - Gareth Ainsworth, ex-futebolista e treinador de futebol britânico.
  - Aviv Geffen, músico israelense.
- 1974
  - Sylvain Wiltord, ex-futebolista francês.
  - Séverine Caneele, atriz belga.
- 1975 — Hélio Castroneves, automobilista brasileiro.
- 1976
  - Peter Sundberg, automobilista hispano-sueco.
  - Claudio Flores, ex-futebolista uruguaio.
- 1977
  - Nick Heidfeld, automobilista alemão.
  - Anna Kareyeva, ex-handebolista russa.
  - Henri Camara, ex-futebolista senegalês.
  - Amanda Borden, ex-ginasta estadunidense.
- 1978
  - Kenan Thompson, ator estadunidense.
  - Reinaldo Navia, ex-futebolista chileno.
  - Marcelien de Koning, ex-velejadora neerlandesa.
  - Marcelo Moretto, ex-futebolista brasileiro.
- 1980
  - Carlos Bueno, ex-futebolista uruguaio.
  - Karoline Dyhre Breivang, ex-handebolista norueguesa.
  - Zaho, cantora argelina.
- 1981
  - Humberto Suazo, futebolista chileno.
  - Nicolás Frutos, ex-futebolista argentino.
  - Álamo Facó, ator, escritor e diretor brasileiro.
- 1982 — Adebayo Akinfenwa, ex-futebolista britânico.
- 1983 — Lico Kaesemodel, automobilista brasileiro.
- 1984
  - Danilo Larangeira, ex-futebolista brasileiro.
  - Emmanuel Callander, velocista trinitário.
  - Martin Smedberg-Dalence, ex-futebolista boliviano.
- 1985
  - David Miranda, jornalista e político brasileiro (m. 2023).
  - Diego Tardelli, ex-futebolista brasileiro.
  - Edcarlos, ex-futebolista brasileiro.
  - Odette Yustman, atriz estadunidense.
  - Gustavo Lorenzetti, ex-futebolista argentino.
  - Hylka Maria, atriz e apresentadora brasileira.
- 1986
  - Kevin Amuneke, ex-futebolista nigeriano.
  - Emilio Izaguirre, ex-futebolista hondurenho.
  - Fernanda Garay, jogadora de vôlei brasileira.
- 1987
  - Átila Abreu, automobilista brasileiro.
  - Kévin Constant, ex-futebolista francês.
  - Allie Haze, atriz estadunidense de filmes eróticos.
  - Daniele Dessena, ex-futebolista italiano.
  - Emmanuel Emenike, ex-futebolista nigeriano.
- 1988
  - Jhasmani Campos, futebolista boliviano.
  - Allan Nyom, futebolista camaronês.
  - Adam Lallana, futebolista britânico.
- 1989
  - Javan Vidal, futebolista britânico.
  - Lindsey Shaw, atriz britânica.
  - Munir Mohand Mohamedi, futebolista marroquino.
  - Francisco Pizarro, ex-futebolista chileno.
- 1990
  - Lauren Potter, atriz estadunidense.
  - Kabelo Dembe, futebolista botsuanês.
- 1991 — Kenny Beats, produtor musical e compositor norte-americano.
- 1992
  - Jake Zyrus, cantor e ator filipino.
  - Marco Sportiello, futebolista italiano.
- 1993
  - Emmanuel Mbola, futebolista zambiano.
  - Tímea Babos, tenista húngara.
  - Luan Garcia, futebolista brasileiro.
- 1994 — Ellen Allgurin, tenista sueca.
- 1995
  - Gabriella Papadakis, ex-patinadora artística francesa.
  - Stéphane Lambese, futebolista haitiano.
  - Aya Nakamura, cantora franco-malinesa.
  - Missy Franklin, ex-nadadora estadunidense.
  - Hidemasa Morita, futebolista japonês.
- 1996
  - Kateřina Siniaková, tenista tcheca.
  - Chencho Gyeltshen, futebolista butanês.
  - Lucas Martínez Quarta, futebolista argentino.
- 1997
  - Enes Ünal, futebolista turco.
  - Richarlison, futebolista brasileiro.
  - Marcos Senesi, futebolista argentino.
- 1999 — Sebastian Szymański, futebolista polonês.
- 2000 — Destanee Aiava, tenista australiana.

### Século XXI
- 2004 — Bilal El Khannous, futebolista marroquino.
- 2013 — Taufaʻahau Manumataongo, príncipe tonganês.
- 2020 — Carlos de Luxemburgo.

## Mortes

### Anterior ao século XIX
- 0967 — Reinaldo de Roucy, 1º conde de Roucy e de Reims. (n. 926).
- 1057 — al-Ma'arri, filósofo, poeta e escritor árabe (n. 973).
- 1403 — Catarina Swynford, duquesa de Lencastre (n. 1350).
- 1482 — Paolo dal Pozzo Toscanelli, matemático e astrônomo italiano (n. 1397).
- 1521 — Sebastian Brant, escritor alemão (n. 1457).
- 1566 — Leonhart Fuchs, médico e botânico alemão (n. 1501).
- 1569 — João de Ávila, místico e santo espanhol (n. 1500).
- 1641 — Johan Banér, marechal-de-campo sueco (n. 1596).
- 1696 — Jean de La Bruyère, escritor francês (n. 1645).
- 1774 — Luís XV de França (n. 1710).
- 1787 — William Watson, médico, físico e botânico britânico (n. 1715).
- 1794 — Isabel de França (n. 1764).
- 1798 — George Vancouver, navegador e explorador britânico (n. 1757).

### Século XIX
- 1807 — Jean-Baptiste Donatien de Vimeur, Conde de Rochambeau, general francês (n. 1725).
- 1818 — Paul Revere, gravador e soldado americano (n. 1735).
- 1829 — Thomas Young, médico e linguista britânico (n. 1773).
- 1833 — François Andrieux, poeta e dramaturgo francês (n. 1759).
- 1849 — Hokusai, pintor e ilustrador japonês (n. 1760).
- 1863 — Stonewall Jackson, general americano (n. 1824).
- 1868 — Henry Bennett, advogado e político americano (n. 1808).
- 1897 — Andrés Bonifacio, líder revolucionário filipino (n. 1863).
- 1829 — Thomas Young, físico, médico e egiptólogo britânico (n. 1773).
- 1850 — Louis Joseph Gay-Lussac, físico e químico francês (n. 1778).
- 1891 — Karl Wilhelm von Nägeli, botânico e micologista suíço (n. 1817).
- 1897 — Andrés Bonifacio, soldado e político filipino (n. 1863).

### Século XX
- 1933 — Maria Teresa da Áustria, princesa da Toscana (n. 1862).
- 1946 — Catulo da Paixão Cearense, compositor, músico e escritor brasileiro (n. 1893)
- 1967 — Lorenzo Bandini, automobilista italiano (n. 1935).
- 1977 — Joan Crawford, atriz estadunidense (n. 1905).
- 1978 — Htin Aung, escritor birmanês (n. 1909).
- 1984 — Joaquim Agostinho, ciclista português (n. 1943).
- 1986 — Josimo Morais Tavares, sacerdote católico brasileiro (n. 1953).
- 2000
  - Bart, o Urso, urso ator americano (n. 1977).
  - Kiyoshi Kuromiya, autor e ativista americano (n. 1943).

### Século XXI
- 2006 — Soraya, cantora e compositora norte-americana (n. 1969).
- 2010 — Frank Frazetta, ilustrador estadunidense (n. 1928).
- 2012
  - Bernardo Sassetti, pianista e compositor português (n. 1970).
  - Carroll Shelby, automobilista, empresário e designer de carros estadunidense (n. 1923).
- 2015 — Luiz Henrique da Silveira, político brasileiro (n. 1940).
- 2017 — Nelson Xavier, ator brasileiro (n. 1941).
- 2018 — Fábio Koff, dirigente esportivo brasileiro (n. 1931).
- 2020 — Betty Wright, cantora e compositora norte-americana (n. 1953).
- 2023 — Luiz Carlos Borges, músico, compositor e intérprete brasileiro (n. 1953).

## Feriados e eventos cíclicos
- Dia Mundial do Doente com lúpus — OMS

### Portugal
- Feriado Municipal em Almeirim, Chamusca, e Castelo Branco

### Brasil
- Aniversário do Município de Maringá — Paraná
- Aniversário do Município de Itaperuna — Rio de Janeiro
- Aniversário do Município de Venda Nova do Imigrante — Espírito Santo
- Aniversário do Município de Laranja da Terra — Espírito Santo
- Aniversário do Município de Lagoa Vermelha — Rio Grande do Sul
- Aniversário do Município de Correia Pinto — Santa Catarina
- Aniversário do Município de Otacílio Costa — Santa Catarina
- Aniversário do Município de São Geraldo do Araguaia - Pará
- Aniversário do Município de Curionópolis — Pará
- Aniversário do Município de Parauapebas — Pará
- Aniversário do Município de Riacho de Santana — Rio Grande do Norte
- Aniversário da Associação Chapecoense de Futebol — Santa Catarina
- Dia do Campo
- Dia da Cavalaria
- Dia da Cozinheira

### Cristianismo
- Antonino de Florença
- Damião de Molokai
- Gordiano de Roma
- Ivan Merz
- Jó
- João de Ávila

## Outros calendários
- No calendário romano era o 6.º dia (VI) antes dos idos de maio.
- No calendário litúrgico tem a letra dominical D para o dia da semana.
- No calendário gregoriano a epacta do dia é  xix.